# Šimonovce
Šimonovce – wieś (obec) na Słowacji położona w kraju bańskobystrzyckim, w powiecie Rymawska Sobota. Pierwsze wzmianki o miejscowości pochodzą z roku 1221. 
Według danych z dnia 31 grudnia 2012, wieś zamieszkiwało 588 osób, w tym 299 kobiet i 289 mężczyzn.
W 2001 roku rozkład populacji względem narodowości i przynależności etnicznej wyglądał następująco:
- Słowacy – 5%
- Czesi – 0,21%
- Romowie – 2,08%
- Węgrzy – 92,08%

Ze względu na wyznawaną religię struktura mieszkańców kształtowała się w 2001 roku następująco:
- Katolicy rzymscy – 75,63%
- Ewangelicy – 1,25%
- Ateiści – 0,63%
- Nie podano – 0,42%